# روستوف
روستوف (بالروسية: Ростов) هي إحدى مدن روسيا في الكيان الفدرالي الروسي ياروسلافل أوبلاست.
تقع مدينة روستوف في مقاطعة ياروسلافل على بعد 200 كم شمال موسكو. تسمّى هذه المدينة الصغيرة قليلة السكان كذلك بروستوف فيليكي (أي روستوف العظيم) اعترافاً لماضيها العظيم ولكي تتميز عن مدينة روسية أخرى تحمل نفس الاسم في جنوب روسيا وتقع على ضفاف نهر الدون. واستحقت المدينة هذه التسمية في القرن الـ12، في عهد الأمير يوري دولغوروكي مؤسس موسكو .

## تاريخ المدينة
ويعود أول ذكر لها في سفر التاريخ إلى عام 862. ولحمايتها بنى الأمير ياروسلاف مدينة ياروسلافل وبنى الأمير يوري دولغوروكي على تخومها مدينة موسكو.
يعتبر يوم 15 ديسمبر/كانون الأول من عام 1749 يوم تأسيس مدينة روستوف على الدون، حيث أمرت الإمبراطورة إليزابيتا بتروفنا بتشكيل دائرة جمارك تيميرنيتسك. ولكنه توجد في المدينة آثار قديمة تعود إلى زهاء 5 آلاف سنة قبل الميلاد. ومع ذلك فإن تاريخ المدينة
الحديث يبدأ من تاريخ جولات القيصر بطرس الأكبر في منطقة بحر آزوف في عامي 1695 و 1696 حيث أثارت اهتمامه ينابيع المياه المسمات «الآبار الغنية».
وشيدت حول هذا المكان قلعة تحميها من غزوات الأتراك، وللقلعة شكل نجمة ذات 9 شعاعات ويبلغ قطرها 3.5 كم. وكان فيها عدد كبير من الحاميات العسكرية، وكانت مزودة ب 238 مدفعا. واستخدمت خلال نصف قرن كقاعدة لمؤخرة الجيش الروسي، ولعبت هذه القلعة التي ما زالت أطلالها قائمة دوراً مهما أيام الحرب الروسية – التركية في النصف الثاني من القرن 18 وكانت قاعدة للهجوم على بحر آزوف.
وفي سنوات الحرب الأهلية 1918 – 1920 كانت المدينة أحد مراكز الحرس الأبيض. وفي عام 1920 حررت المدينة من سيطرة الحرس الأبيض وأصبحت خاضعة للسلطة السوفيتية حيث بدأت فيها حملة بناء وتعمير شاملة. وفي عام 1920 تم وضع حجر الأساس لأضخم مصنع مختص بإنتاج الماكينات والمعدات الزراعية «روستسيل ماش»، وفي عام 1935 افتتح هناك أكبر مسرح في البلاد فيه 2200 مقعد ومبني على شكل تراكتور. ومنذ عام 1937 أصبحت المدينة مركزا لمقاطعة روستوف.
في سنوات الحرب الوطنية العظمى احتلت القوات النازية المدينة مرتين الأولى في 20 نوفمبر/تشرين الثاني عام 1941 وبعد أسبوع حررتها القوات السوفيتية. ثم عادت القوات النازية في 24 يوليو/تموز عام 1942 واحتلت المدينة التي اعتبرتها مفتاح لمنطقة القوقاز. لقد قتلت القوات الهتلرية في فترة احتلالها للمدينة 40 ألف شخص ورحّلت إلى ألمانيا 53 ألف شخص آخر للعمل القسري. لقد جلبت الحرب على المدينة أضرارا جسيمة: ضمت المدينة إلى قائمة المدن العشر الأكثر تضررا بالحرب حيث هدمت أثناء الحرب 12 ألف مبنى. وبعد انتصار الجيش الأحمر في معركة ستالينغراد تم تحرير المدينة في 14 فبراير/شباط عام 1943 ضمن تقدمه الشامل.

## السكان
وتقطن في مقاطعة روستوف عشرات القوميات على رأسها الروس والأوكران والقوزاق والأرمن إضافة إلى شعوب القوقاز المختلفة والأتراك. وهناك آراء متضابة حول أصول القوزاق، حيث يرى البعض أنهم كانوا فئة اجتماعية ذات نظام عسكري خاص وقطنت مناطق روسيا الحدودية وقامت بحمايتها، بينما يرى آخرون بمن فيهم القوزاق أنفسهم أنهم شعب خاص وشقيق للشعوب السلافية.

## محمية روستوف الطبيعية
تشتهر مقاطعة روستوف على نهر الدون بسهولها الواسعة الخصبة والتي تقطنها أجناس متعددة من الحيوانات والطيور الفريدة. وقد أنشئت هناك في التسعينيات من القرن الماضي محمية وطنية، يحاول خبراؤها الحفاظ على التنوع الطبيعي لهذه السهول. هذا التنوع العجيب من طيور البجع والإوز ومالك الحزين والنورس وغربان البحر لن تجده سوى في أماكن قليلة في الكرة الأرضية. تبرز من بينها بحيرة «مانيتش- غوديلو» في مقاطعة روستوف جنوبي روسيا. هذه البحيرة الاصطناعية تعتبر الأكبر بين البحيرات المالحة في أوروبا. فقد تم حفرها في الخمسينيات من القرن الماضي بالقرب من حوض الماء الضخم التاريخي الذي كان يربط بحر قَزوين بالبحر الأسود منذ ملايين السنين. وتزداد البحيرة غير العميقة ضحالة بفعل الجفاف، الأمر الذي يهدد الآلاف من هذه الطيور الفريدة بالانقراض. ويبحث العلماء الروس عن حل لهذه المشكلة ومسألة الحفاظ على الثروات الطبيعية الرائعة لسهول الدون. وقد أنشئت على حدود مقاطعة روستوف وجمهورية كالميكيا في التسعينات محمية «روستوفسكي» الوطنية، للحفاظ على الحيوانات والنباتات المحلية الفريدة، حيث يربي الخبراء أجناسا مختلفة من الراكون والبوم والنعام، وكذلك أنواعا فريدة من الظباء ومنها ظبي السايغا النادر.
أما طيور الحبارى من الطيور الموشكة على الانقراض التي كانت تقطن شبه الجزيرة العربية منذ زمن بعيد، فقد اختفت في هذه المناطق الروسية أيضا. لكن خبراء المحمية توصلوا إلى إنجازات كبيرة في استعادة هذه الطيور.
تواجه الخيول البرية المعروفة باسم «موستانغ» خطر الانقراض حيث يتراوح عددها حسب تقديرات الخبراء بين 10 أو 15 ألفَ رأس فقط في العالم. وتعيش مجموعة كبيرة من هذه الحيوانات النادرة في روسيا في جزيرة غير مأهولة تقع في محافظة روستوف.
تخبئ الطبيعة الساحرة لمحافظة روستوف الواقعة على نهر الدون جملة من الأسرار والمفاجآت. وفي هذه المحافظة توجد وسط السهول والبحيرات المالحة جزيرة «فودني» غير المأهولة، وهي المنطقة الوحيدة في روسيا، التي تعيش فيها الخيول البرية.
وبهدف الحفاظ على تعدد أنواع الكائنات الحية على الكرة الأرضية فقد أصدر المؤتمر الدولي للأمم المتحدة لعام 1992 قرارا خاصا بهذا الشأن. وهذه الضرورة تبقى ملحة جدا في سهول الدون الخلابة.
ومدينة روستوف على نهر الدون حالياً هي مركز الدائرة الفدرالية الجنوبية ويقطنها أكثر من مليون إنسان وتقع في الجنوب الشرقي من السهل الاوربي على ضفاف نهر الدون وتبعد عن العاصمة موسكو 1076 كم.
والمدينة اليوم هي من المراكز الصناعية والثقافية الكبيرة في روسيا حيث تتمركز فيها مصانع ضخمة مثل مصنع إنتاج كراسي التحميل بمختلف أنواعها ومصنع إنتاج محطات رادار للملاحة العسكرية والمدنية وكذلك مصنع «روس سيل ماش» الضخم لإنتاج الحاصدات والمعدات الزراعية ومصنع «ليغماش» لإنتاج المعدات المستخدمة في الصناعات الخفيفة، وأيضا مصنع إنتاج المروحيات من طراز «مي – 24» و«مي – 26» و«مي – 28» و«مي – 35» وكذلك مصنع لإنتاج الهوائيات ومحطات الاتصالاتالفضائية الخاصة المستخدمة بشكل خاص في الأنظمة الدفاعية، ومصنع لإنتاج الأنظمة الاوتوماتيكية وتزويد العمليات التكنولوجية بالكهرباء. كما توجد في المدينة مصانع عديدة لإنتاج المواد الغذائية ومواد البناء وغيرها.
والمدينة من مراكز النقل المهمة ففيها مطار دولي يربط المدينة بمدن رابطة الدول المستقلة وبلدان أوروبا واسيا وأفريقيا. كما فيها ميناء نهري دولي ومحطة سكك حديد ومحطة حافلات. وسيباشر في عام 2011 هناك بإنشاء أكبر مطاردولي في الجنوب الروسي. وتمر خلال المدينة عدد من الطرق الاتحادية التي تربط اطراف روسيا مع بعضها البعض.
ان مدينة روستوف على نهر الدون مركز ثقافي وتعليمي كبير وتأتي بالمرتبة الثالثة بعد العاصمتين موسكو وبطرسبورغ بعدد الجامعات والمؤسسات التعليمية حيث تتمركز فيها 50 جامعة ومعهدا، منها 13 جامعة حكومية مثل جامعة دنسكوي الحكومية التقنية وجامعة روستوف الحكومية للعلوم الطبية وجامعة روستوف الحكومية للاقتصاد، وغيرها.
وتعمل في المدينة 220 مؤسسة ثقافية وفنية واتحادات فنية وادبية، حيث تعمل فيها 4 مسارح منها مسرح الدمى الحكومي ومسرح مكسيم غوركي للدراما و4 متاحف منها متحف الصداقة الروسية - الارمنية و43 مكتبة عامة ومنها اضخم مكتبة في الجنوب الروسي، وأيضا سيرك حكومي وفيلهارمونيا وكونسيرفاتوار وصالات لعرض اللوحات الفنية ودور العرض. وفي المدينة إحدى اضخم حدائق الحيوانات في أوروبا حيث تبلغ مساحتها 90 هكتاراً وفيها 5000 نوع من الحيوانات منها 400 نوع من الحيوانات النادرة و100 نوع مسجلة في الكتاب الأحمر، وفيها أيضا اضخم حديقة نباتات في روسيا تمتد مساحتها إلى 161 هكتارا.
وتعتبر المدينة مركزا لموسيقى الجاز في روسيا حيث تقام هناك مهرجانات دولية وإقليمية لموسيقى الجاز.
وتمتاز مدينة روستوف بتاريخها الثقافي الذي يبدأ من البلدات القديمة وقلعة القديس دميتري وإلى يومنا هذا ينعكس في الاثار التاريخية والتماثيل وفن العمارة والحفريات الأثرية والجداريات وغيرها حيث يوجد في المدينة 800 موقع للتراث منها 470 لفن العمارة و55 حفريات تاريخية و106 جداريات فنية تمثل الامجاد الحربية. وتبهج النظر مباني مثل مسرح غوركي (حيث يحتفظ المتحف البريطاني بنموذج مصغر له) ودوما المدينة وتماثيل مختلفة وعديدة مقامة في شوارع وساحات المدينة.
تتميز روستوف بكثرة الكنائس والمعالم الآثرية. وما أجمل كرملين روستوف الذي بني في القرن الـ 17 ويعد درة العمارة الروسية، وهو عبارة عن حصن مستطيل الشكل بجدران عالية و11 برجا. ويتكون كرملين روستوف من عدة قصور وكنائس بجدران بيضاء وقبب يغطيها خشب ببريق معدني، تصل بينها ممرات مستقيمة ذات جدران سميكة. ويتصل الكرملين من جهة الشمال بساحة كاتدرائية يقوم فيها برج النواقيس بـ15 ناقوسا، بينها 13 من القرن السابع عشر. ولكل ناقوس اسم وتاريخ حياة، ويزن أكبرها 32 طنا وهي لغرض قرعها تحتاج إلى أربعة أشخاص ليسمع رنينها على بعد 20 كم.
وما يزيد جمالا على روستوف انها محاطة بمروج جميلة تنبت فيها اشجار البتولا الروسية الشهيرة والصنوبر والحقول الزاهية، ناهيك عن بحيرة «نيرو» التي تقع المدينة على ضفتها. ويمكن لزوار روستوف في الايام المشمسة التمتع بمنظرها الجميل من جهة البحيرة وخاصة من على متن الزوارق الصغيرة.

## ميناء روستوف
يعد ميناء مدينة روستوف الروسية من أهم الموانئ في البلاد كونه يشكل ملتقى طرق بين شمال روسيا وجنوبها. وساهم موقع الميناء الجغرافي في التخفيف عنه من تأثيرات الأزمة المالية العالمية. ويطلق على ميناء مدينة روستوف ميناء الخمسة بحار. وتعد المدينة ملتقى أهم الطرق التي تربط سيبيريا والأورال بالموانئ الجنوبية على البحر الأسود ومنه إلى البحر المتوسط.. القمح والفخم والمعادن والأسمدة الكميائية وغيرها من البضائع التي تنقل عبرها كل يوم، إذ يبلغ مقدار الحمولات المشحونة هنا ميلوني طن سنويا، ومن المتوقع أن يرتفع إلى عشرة ملايين، بعد استكمال الجزء الجديد من الميناء.
تأثرت مقاطعة روستوف كغيرها من المناطق الروسية بالأزمة الاقتصادية العالمية، لكن موقعها الجغرافي المميز وتنوّع اقتصادها، ساعدها على تخفيف عواقب الأزمة.

## معرض صور

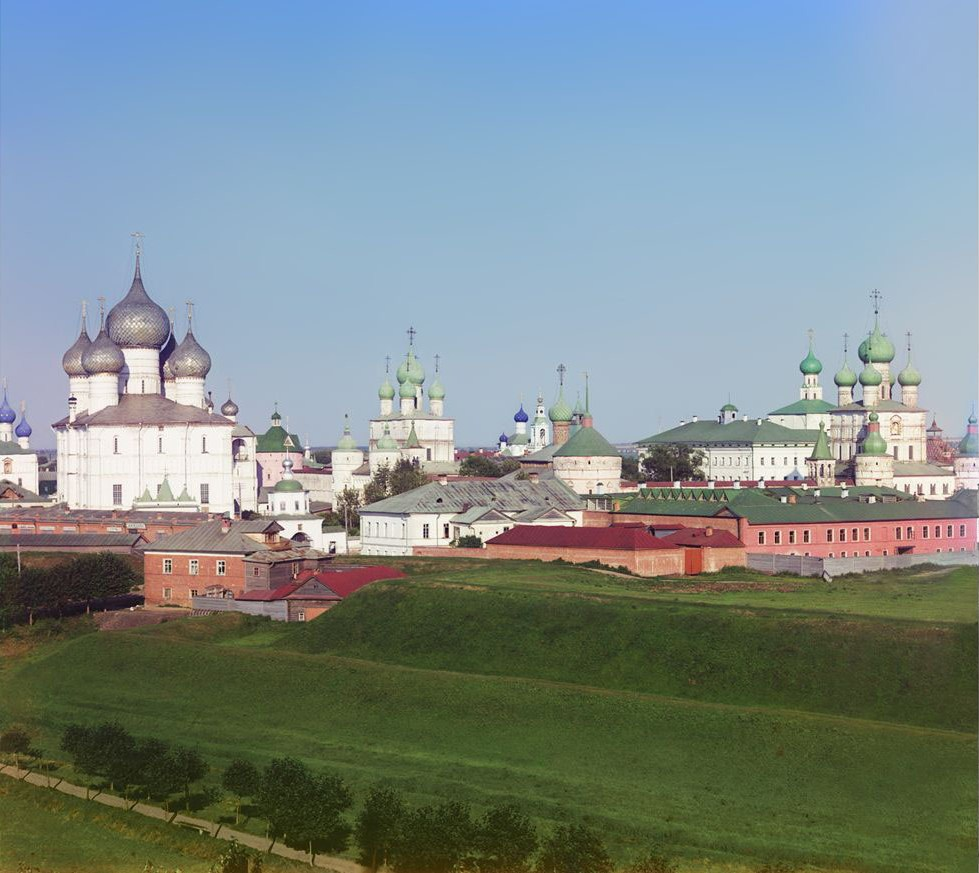
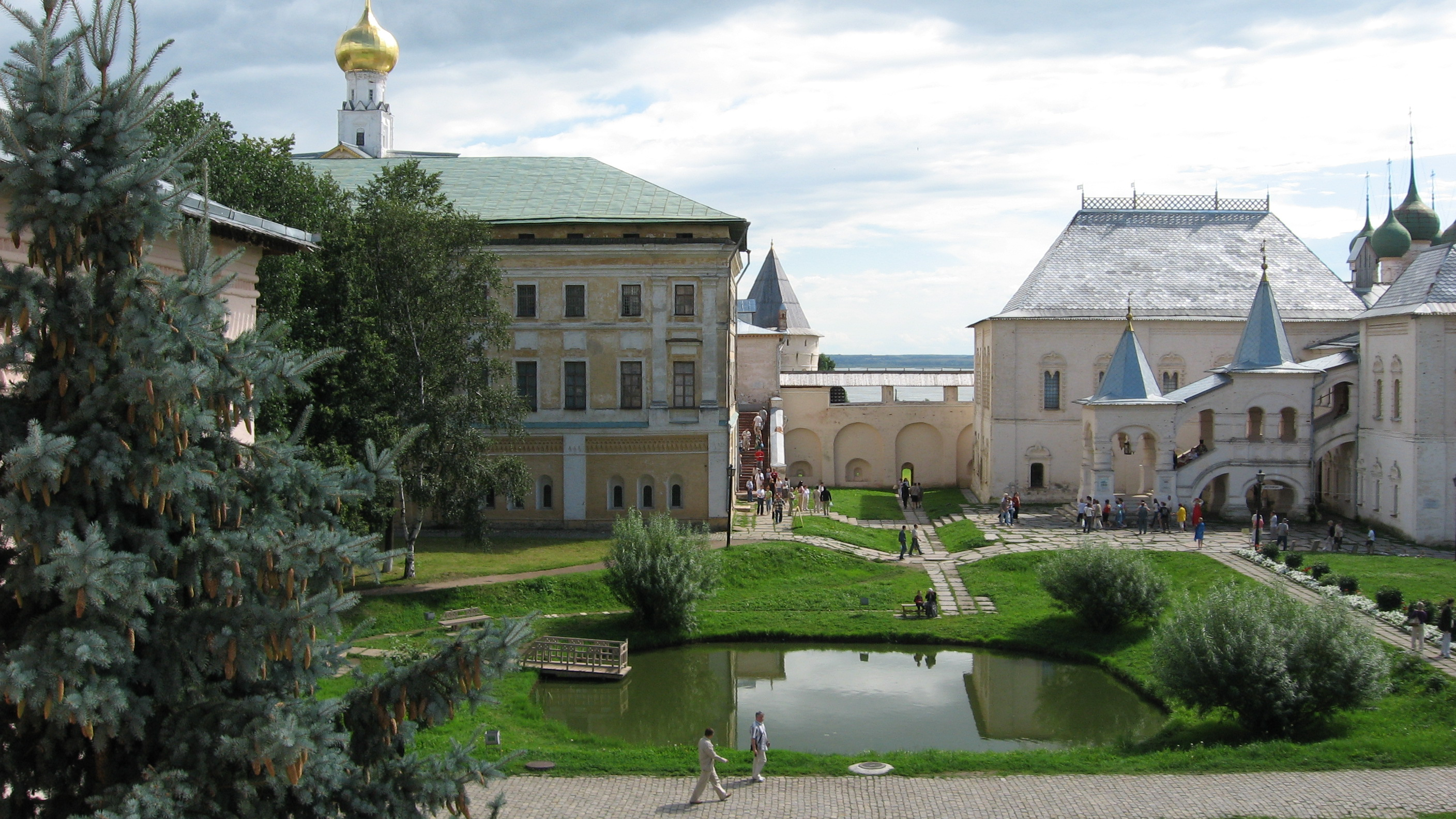
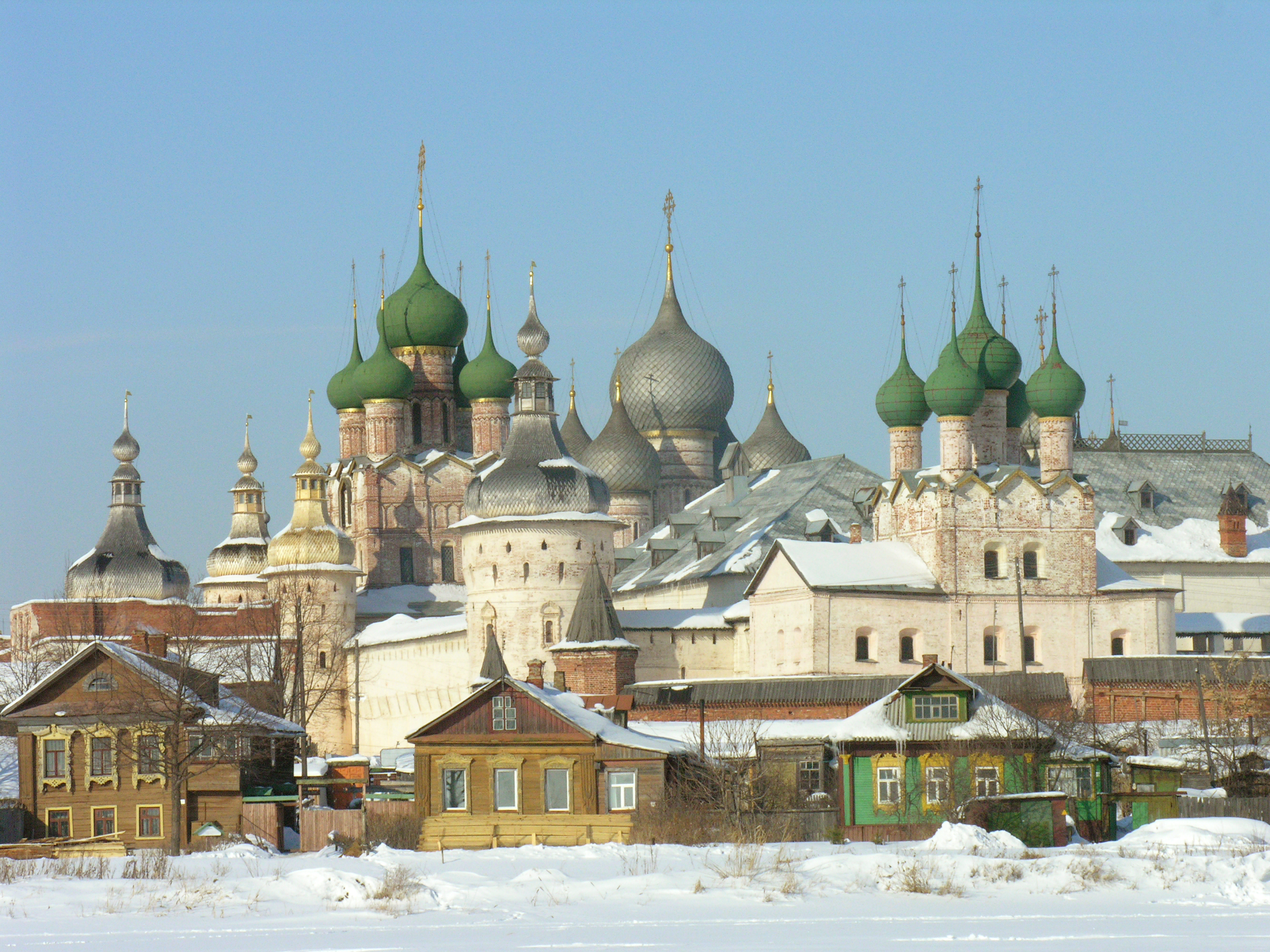
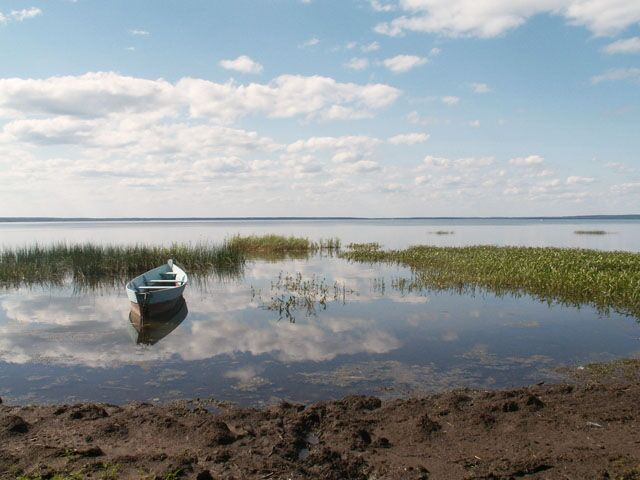